# Demeure du gouverneur général de Suiyuan
La demeure du gouverneur général de Suiyuan (chinois : 绥远城将军衙署 ; pinyin : suíyuǎn chéng jiāngjūn yáshǔ) datant de la dynastie Qing est un bâtiment qui sous la République de Chine (1912-1949) servit à gouverner le district spécial de Suiyuan, puis la province du Suiyuan ancienne province, dont Guihua 归化城 / 歸化城 aujourd'hui Hohhot, capitale de Mongolie-Intérieure), était la capitale.

## Histoire
Lorsque la décision fut prise de construite cette demeure à Guisui, sous la 13e année de Yongzheng, en 1735, sous la dynastie Qing, elle était située à 5 li au Nord-Est de Guihua. L'idée était de déplacer la garnison du fort de Youwei (右卫城, aujourd'hui, vieux district du Xian de Youyu dans la province du Shanxi) vers le Nord. Cette année là, l'empereur Yongzheng ratifie la construction. Comme l'empereur s'effondra la même année, la construction pris du retard. Les travaux de grande envergure commencèrent finalement la deuxième année de Qianlong, pour se terminer lors de sa quatrième année de règne, en 1739.
Le fort de Suiyuan est alors utilisé par les troupes mongoles et han des huit bannières. Elle comporte alors le pouvoir politique et militaire du Nord-Ouest.

## Galerie

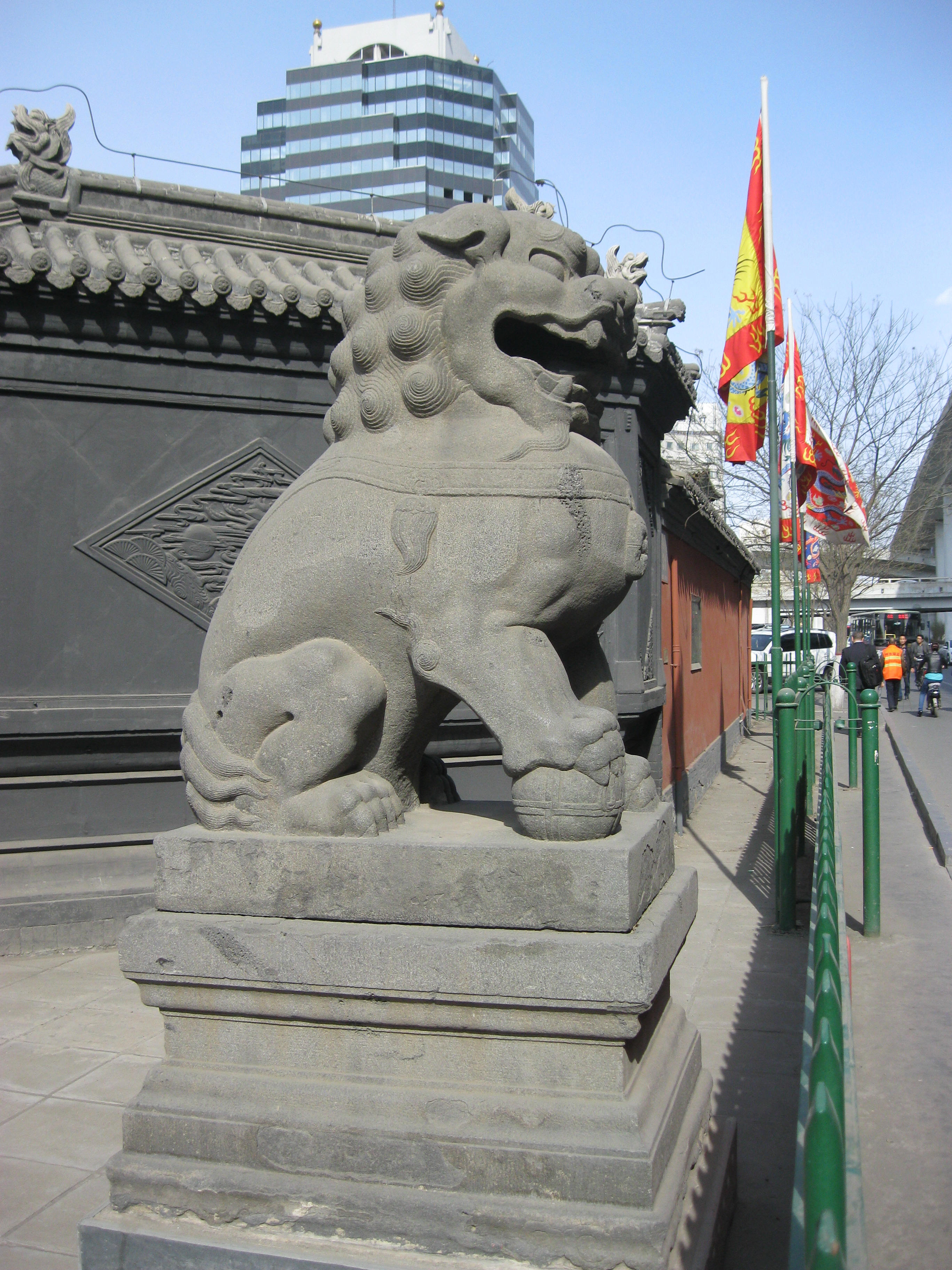
Lion gardien à l'entrée de la demeure
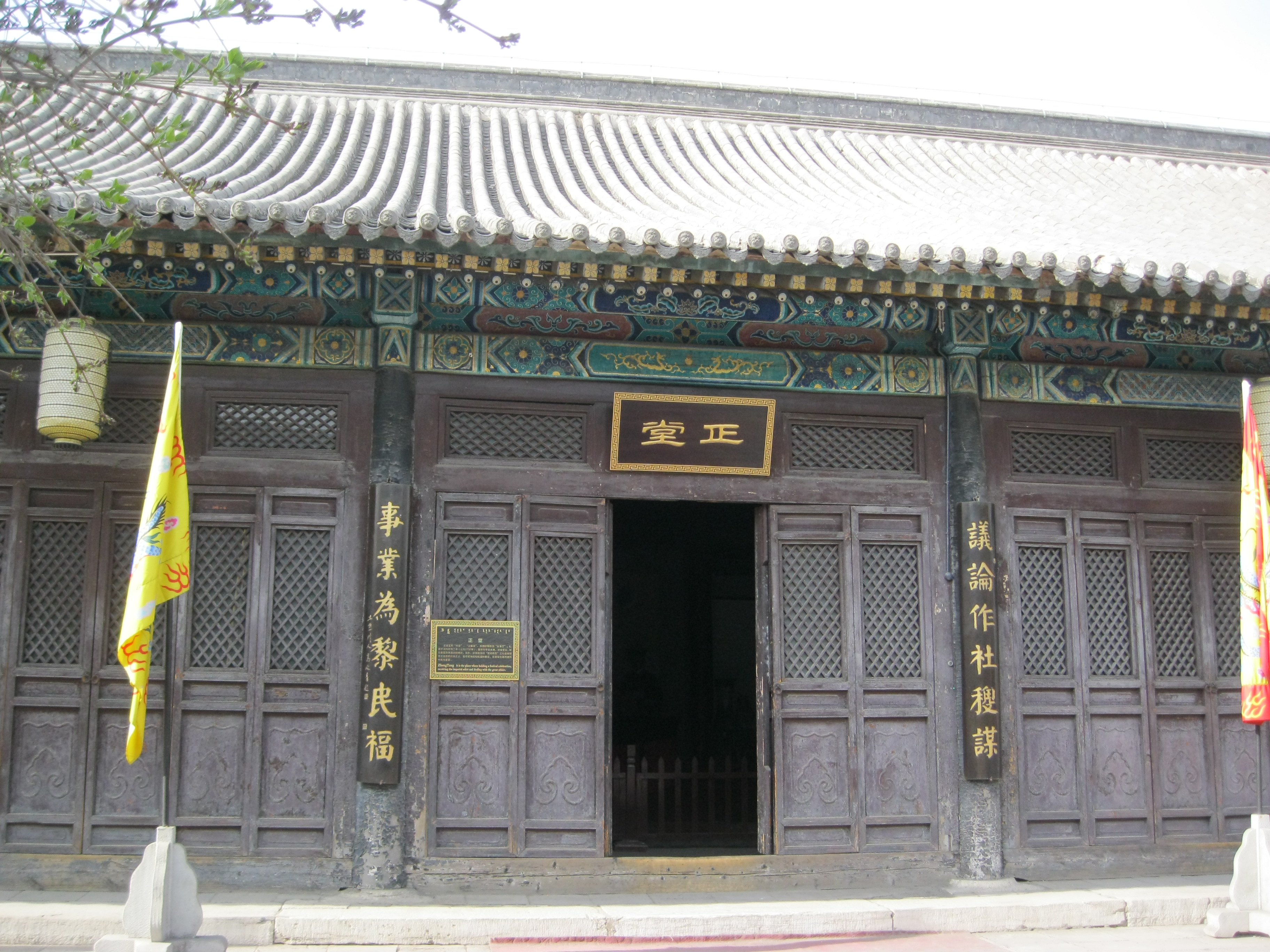
Hall principal
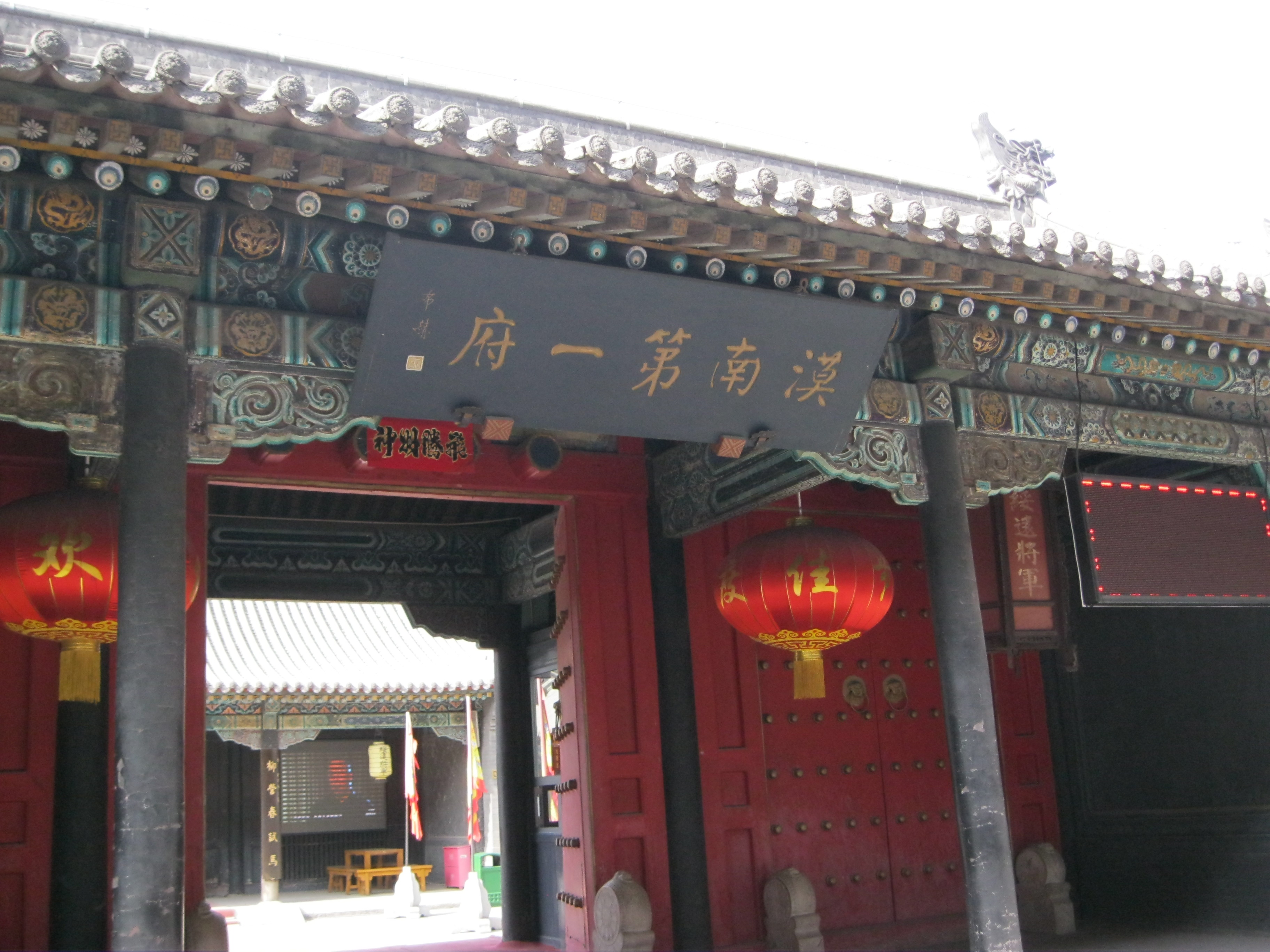
Entrée principale du bâtiment du gouverneur
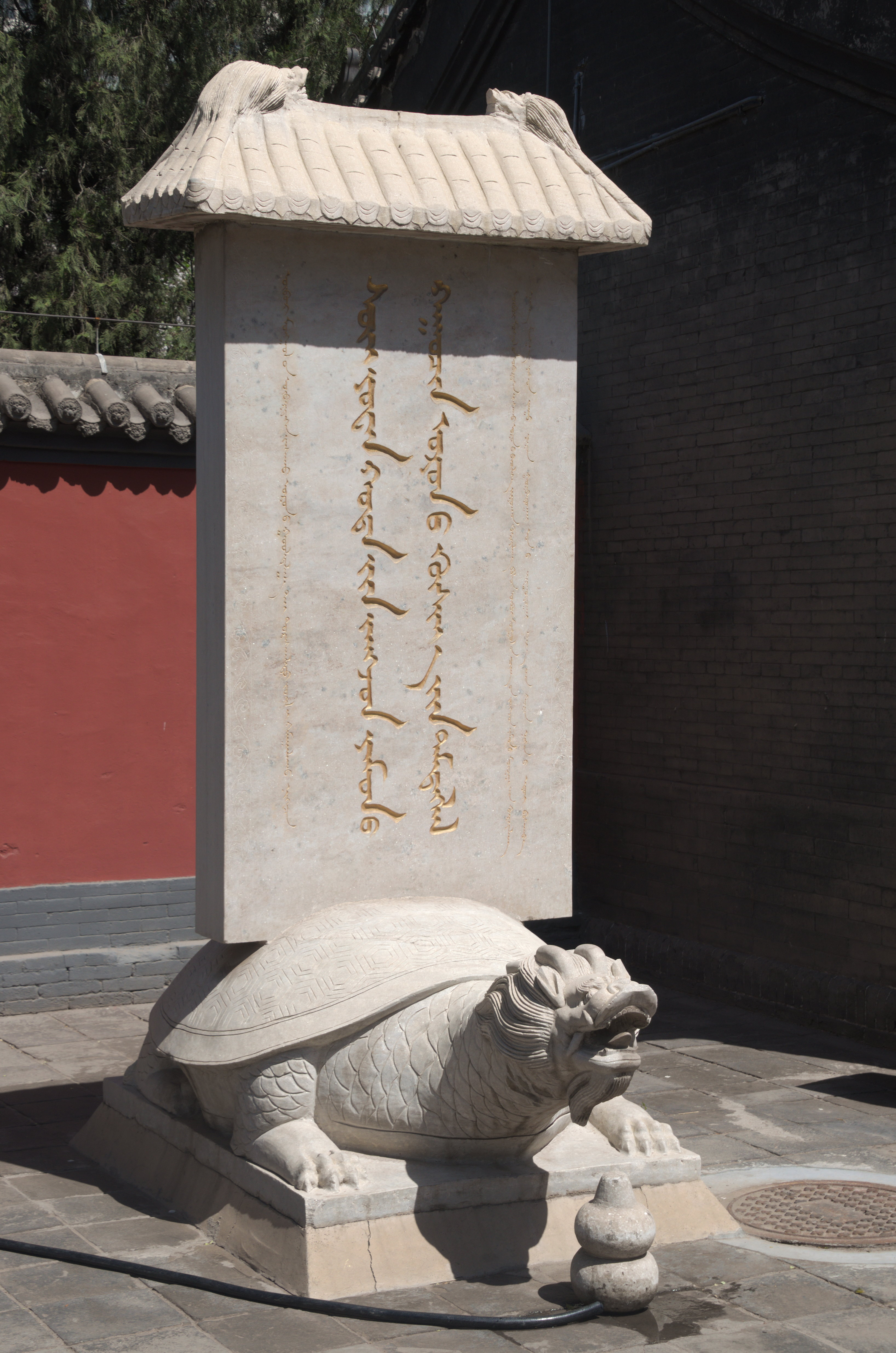
stèle avec Bixi et écriture mongole

### Ouvrages
- (zh) 佟靖仁, 绥远城驻防志, 内蒙古大学出版社,‎ 1991 (ISBN 978-7-81015-159-7)
- Joseph Van Oost, Notes sur le T'oemet, par le P. Joseph Van Oostng lieu=Shanghaï, imprimerie de la Mission catholique, 1922 (BNF 31539928, lire en ligne)
(en) Joseph Van Oost et Ann Heylen, Chronique du Toumet-Ortos : looking through the lens of Joseph van Oost, missionary in Inner Mongolia (1915-1921), Louvain, presses de l'Université de Leuven, 2004, 409 p. (ISBN 978-90-5867-418-0, lire en ligne)